# Rozstanki
Rozstanki – zniesiona część miasta Latowicz w Polsce, położona w województwie mazowieckim, w powiecie mińskim, w gminie Latowicz.
W latach 1975–1998 przysiółek administracyjnie należał do województwa siedleckiego.
Została zniesiona z dniem 1 stycznia 2025 r.